# Balinhac
Balinhac' (en francès Balignac) és un municipi francès, situat al departament de Tarn i Garona i la regió Occitània.

## Demografia
| 1962                                       | 1968 | 1975 | 1982 | 1990 | 1999 | 2007 | 2015 |
| ------------------------------------------ | ---- | ---- | ---- | ---- | ---- | ---- | ---- |
| 39                                         | 42   | 33   | 28   | 26   | 28   | 26   | 37   |
| Des de 1962: població sense dobles comptes |      |      |      |      |      |      |      |

## Administració
| Període | Identitat      | Partit |
| ------- | -------------- | ------ |
| 2001-   | Alain Gaussens |        |